# Полігон (фільм)
Полігон — радянський художній двосерійний телефільм 1982 року, знятий на кіностудії «Білорусьфільм».

## Сюжет
Командир дивізії Лукошин призначає командиром офіцерських зборів підполковника Бєлова, який давно заслужив славу вмілого наставника молоді. На збори прибувають лейтенанти запасу, покликані в армію на два роки після закінчення вищих навчальних закладів. Бєлов вчить молодих офіцерів бути сильними, витривалими, щоб вони могли вийти живими з будь-якого бою. І йому вдається зробити з самовпевнених вчорашніх хлопчаків, не тільки гідних захисників вітчизни, але й справжніх людей. Після зборів молоді офіцери роз'їжджаються по своїх частинах, щоб уже самим вчити солдатів того, чому їх навчили тут.

## У ролях
- Геннадій Фролов — підполковник Іван Степанович Бєлов, комбат
- Сергій Варчук — лейтенант Михайло Карпович
- Олександр Клисенко — капітан Сергій Романов
- Володимир Сидоров — лейтенант Геннадій Лисков
- Олександр Франскевич-Лайє — лейтенант Андрій Чорнояров
- Григорій Дунаєв — лейтенант Костя Рибачонок
- Олександр Діденко — полковник Євген Олександрович Крестовський
- Володимир Кулешов — генерал-майор Лукашин, командир дивізії
- Володимир Янковський — рядовий Юрій Внуков
- Віталій Котовицький — рядовий Примак
- Анатолій Іванов — рядовий Майборода
- Лариса Лужина — Антоніна Павлівна, дружина підполковника Бєлова
- Марина Устименко — Ніна, дружина капітана Романова
- Наталія Волчек — Люся, дружина лейтенанта Чорноярова
- Станіслав Вількін — епізод
- Юрій Вутто — епізод
- Анатолій Гур'єв — Сушко
- Наталія Курсевич — епізод
- Михайло Матвєєв — епізод
- Олег Мірошников — епізод
- Світлана Михалькова — епізод
- Вадим Асветинський — епізод
- Тетяна Попова — епізод
- Олександр Рахленко — епізод
- Віктор Шалкевич — епізод
- Ірина Кібалова — Олена, дочка Романова

## Знімальна група
- Режисер — Владислав Попов
- Сценарист — Володимир Акімов
- Оператор — Едуард Садрієв
- Композитор — Володимир Кондрусевич
- Художник — Ігор Топілін